# Font del Meüll
La Font del Meüll és una font del terme municipal de Castell de Mur, en territori del poble del Meüll, de l'antic municipi de Mur, al Pallars Jussà.
Està situada a 940 m d'altitud, al costat de llevant del Meüll, molt a prop del poble vell, uns deu metres per sota del nivell del poble i a uns 50 de distància.